# I etap reformy gospodarczej
I etap reformy gospodarczej – propagandowe określenie realizacji programu przeobrażeń gospodarczych w latach 1982–1987, mającego na celu wydobycie socjalistycznej gospodarki Polski Ludowej z głębokiego kryzysu, w jakim się znalazła w wyniku przyspieszenia z lat 70.
Prace nad projektem zmian („Kierunki reformy gospodarczej”) rozpoczęła Komisja ds. Reformy Gospodarczej, która powstała po podpisaniu porozumień sierpniowych w 1980 r. Program reform zakładał zastąpienie systemu centralnego sterowania, systemem wielu autonomicznych przedsiębiorstw sterowanych narzędziami ekonomicznymi przy pozostawieniu dominującej roli państwowej własności środków produkcji. Zmiany miały być prowadzone według strategii „małych kroków”, czyli rozłożenia reformy na kilka lat, z 2–3-letnim etapem przejściowym przed realizacją zasadniczej fazy.

## Realizacja reform 1982–1987

### 1. Reforma cenowa
Zakładała urealnienie cen zaopatrzeniowych w stosunku do cen światowych. W 1982 r. zastosowano drastyczne podwyżki cen detalicznych, w tym największe 241% na żywność oraz 171% na opał i energię (1.02.82), które spowodowały spadek realnej siły nabywczej ludności o 30%. Wprowadzono także nowy system cen (Ustawa z dn. 26.02.1982 o cenach, Dz.U. z 1982 r. nr 7, poz. 52):
- urzędowe – regulowane przez Radę Ministrów (udział towarów: 1982 = 35%, 1983 = 45%, 1984 = 47%, 1987 = 45%),

- regulowane – ustalane przez sprzedawców na podstawie administracyjnie określonych zasad, przede wszystkim na podstawie kosztowej powiększonej o określoną stawkę narzutu ok. 10% (udział towarów: 1982 i 1983 = 15%, 1984 = 3%, 1987 = 2%),

- umowne – także ustalane w oparciu o kryterium kosztowe jednak według mniej precyzyjnych reguł niż w przypadku cen regulowanych; przewidziano możliwość czasowo zamrożenia tych cen przez Radę Ministrów (udział towarów: 1982 = 50%, 1983 = 40%, 1984 = 50%, 1987 = 53%).

Pomimo dużych podwyżek cen, w pierwszych latach reformy znacznie poszerzono zakres reglamentacji towarów konsumpcyjnych oraz ograniczono normy przydziałów w stosunku do 1981:
- cukier (08.1976–11.1985) – od października 1981 norma 2 kg dla dzieci, kobiet karmiących i w ciąży, pozostałe osoby – 1,5 kg miesięcznie.
- mięso i przetwory (04.1981–08.1989) – od stycznia 1982 zlikwidowano przydziały dla rolników i ich rodzin z pow. 0,5 ha ziemi, obniżono normę podstawową z 3,7 do 2,3 kg, norma minimalna = 0,5 kg (dla dzieci do 11 miesięcy), maksymalna = 7 kg (dla górników); od grudnia 1982 norma podstawowa = 2,5 kg; w kolejnych latach częściowo przywrócono normy dla rolników.
- mąka pszenna, płatki zbożowe, kasza, ryż (05.1981–03.1985) – od 1982 1 kg mąki miesięcznie + 2,5 kg przetworów zbożowych kwartalnie.
- tłuszcze zwierzęce i roślinne (lokalnie 05.1981–06.1985) – olej roślinny do 04.1982; margaryna 0,75 kg dla wszystkich; smalec 1–2 kg – górnicy, 0,25 kg – dzieci i młodzież, masło – od 1982 norma podst. = 0,5 kg, niemowlęta 0,25 kg miesięcznie.
- słodycze: czekolada i wyroby czekoladowane (04.1981–03.1988) 100–200 g miesięcznie – kobiety w ciąży, dzieci i młodzież; cukierki (08.1981–04.1983) – 0,25 kg miesięcznie dla wszystkich.
- używki: alkohol (04.1981–03.1983) – 0,5 l wódki miesięcznie, z możliwością zamiany na słodycze lub kawę; papierosy (08.1981–03.1983) – od 1982 wszyscy dorośli 12 paczek miesięcznie (górnicy tylko 10), z możliwością zamiany na słodycze.
- proszek do prania (od 09.1981) 300–500 g miesięcznie na osobę; mydło (10.1981 – 02.1983) 0,5 – 2 kawałki miesięcznie,
- paliwa silnikowe (04.1982–01.1989).

Doraźnie, w różnych okresach i lokalizacjach reglamentowano artykuły dla niemowląt (mleko w proszku, wata, oliwka) oraz żółty ser, cytrusy, buty, odzież, dywany, artykuły piśmienne, przemysłowe.

### 2. Reforma centrum gospodarczego
Nie zrealizowano planowanego przejęcia przez Sejm roli najwyższego organu władzy, zasadniczej likwidacji dominującego systemu ministerstw branżowych z podległymi im zjednoczeniami i przedsiębiorstwami, ani istotnych zmian w funkcjonowaniu systemu bankowego oraz urzędów centralnych, m.in. Komisji Planowania.

### 3. Usamodzielnienie i samorządność zakładów pracy
Tzw. „trzy S” – Samodzielność, Samorządność, Samofinansowanie.
Realizowane z wyłączeniem przedsiębiorstw o podstawowym znaczeniu dla gospodarki narodowej, tj. 1400 przedsiębiorstw państwowych (20% ogółu). W tych zakładach rząd wybierał władze oraz narzucał ceny urzędowe – stąd były one permanentnie deficytowe. Pozostałe zakłady miały stale ograniczaną samodzielność, m.in. poprzez realizację przepisów stanu wojennego, zamówienia rządowe, obligatoryjny lub dobrowolny udział w zrzeszeniach (powstały 44 obligatoryjne i 140 dobrowolnych do roku 1983), które de facto odtworzyły siatkę dawnych zjednoczeń, szeroko rozbudowane i restrykcyjne kontrole zewnętrzne, stosowanie centralnej reglamentacji w obrocie surowców, wyrobów i dewiz (w sumie do zrzeszeń przystąpiło 93% przedsiębiorstw).
Odsetek centralnie rozdzielanych materiałów: 1978 = 90%, 1982 = 70%, 1984 = 60%, 1985 = 50%, 1986 = 45%, 1987 = 35%.
Od 1982 r. eksporterzy mogli odkupić po kursie urzędowym część swoich wpływów eksportowych na sfinansowanie importu niezbędnego do produkcji (udział takiego importu wzrósł z 2,7% w 1982 do 13% w 1986).
Od stycznia 1987 zastąpiono to systemem rachunków odpisów dewizowych (ROD), w których można było zatrzymać do 20% wpływów z eksportu. Od maja 1987 środki takie mogły być obracane za pośrednictwem banku BRE – zrealizowany obrót w tym roku to 8,5 mln USD.

### 4. Nowy system podatkowy
Zakładał upowszechnienie i ujednolicenie podatków, w rzeczywistości kontynuowano dotychczasowy skomplikowany system.
Podatki dla jednostek gospodarki uspołecznionej:
- podatek obrotowy (stawka podst. = 10%, mat. budowlane = 5%, art. luksusowe = 25%, samochody importowane 70%); w 1988 obowiązywało już 400 stawek,

- podatek od funduszu płac – 20% podstawy,

- podatek od zysku – progresywny w zależności od stopy rentowności: podatek 0% dla rent do 5%, 40% dla rent. 5–10%, 50% dla rent. 10–15%, 60% dla rent. 15–20%, 70% dla rent. 20–25%, 80% dla rent. 25–30% i 90% dla rent. ponad 30%; od 1984 zastąpiono podatkiem liniowym = 60% który w 1985 podniesiono do 65%,

- podatek stabilizacyjny (Ustawa budżetowa z 6.07.1982) od pozostałości zysku przekraczającego 10% kosztów po odliczeniu podatku dochodowego i rat kredytu: 30% dla zysku 10–25% kosztów i 40% dla zysku ponad 25%,

- podatek od wzrostu funduszu płac – naliczany według bardzo skomplikowanych reguł, w 1986 zastąpiony podatkiem od ponadnormatywnych wynagrodzeń,

- podatek od nieruchomości – 2% wartości nieruchomości,

- składka na ubezpieczenie społeczne – do połowy 1982 = 25% podstawy opodatkowania wynagrodzenia, w II połowie 1982 = 33%, a od 1.01.1983 = 43%,

- fundusze (w ciężar kosztów): socjalny, mieszkaniowy i postępu technicznego

Pozarolniczy sektor prywatny:
- podatek progresywny (lipiec 1983): od 20% dla kwoty dochodu ponad 160 tys. zł rocznie (poniżej brak podatku) do 85% ponad 4 mln zł dochodu (łącznie 8 progów),

Przedsiębiorstwa zagraniczne:
- nowo powstałe – 3-letnie zwolnienie, a później 50% podatku + sprzedaż 50% nadwyżki dewiz (eksport – import); od sierpnia 1983 wprowadzono progresję do 80% (w 1985 do 85%).

Stosowano szereg skomplikowanych ulg podatkowych, np. z tytułu przyrostu eksportu lub za eksport do wybranych krajów. W 1983 skorzystało z ulg 59% zakładów.

### 5. Dotacje i kredyty
Jednym z podstawowych celów reformy było samofinansowanie przedsiębiorstw państwowych. Ponieważ władze uznały, że zakłady nie są jeszcze gotowe na taką operację, przewidziano system dotacji i dopłat. Wprowadzono dotacje przedmiotowe do towarów i usług oraz podmiotowe na sfinansowanie środków obrotowych, niektórych funduszy oraz strat zakładów państwowych. Udział dotacji dla zakładów państwowych w wydatkach budżetu państwa wzrósł z 27,5% w 1983 do 29,7% w 1986. Oprócz środków z budżetu, przedsiębiorstwa państwowe były także zasilane pieniądzem kredytowym o realnie ujemnym oprocentowaniu (1982 = -49,0%, 1983 = -8,7%, 1984 = -7,9%, 1985 = -8,1%).

### 6. Obciążenia gospodarki
W utajnionych dokumentach dotyczących reform (plan 3-letni 1983–1985) silnie akcentowano zwiększenie wydatków zbrojeniowych i produkcji na cele wojskowe. Według ustaleń londyńskiego Instytutu Studiów Strategicznych wydatki militarne PRL w latach 1981–1985 wzrastały średnio o 14% rocznie (na bazie wydatków z 1981 szacowanych na 5,5 mld USD – o sile nabywczej odpowiadającej ok. 11,5 mld USD z roku 2005). W 1983 wydatki na obronę szacowano na 8,3% ówczesnego PKB Polski.

## Ocena
W ciągu 4 lat wdrażania reformy uchwalono 320 nowych ustaw oraz 12 tys. innych aktów prawnych, co prowadziło do ogromnej destabilizacji otoczenia prawnego gospodarki. Reforma utknęła w gąszczu rozwiązań przejściowych głównie z powodu braku woli w centrum rządowym oraz oporu biurokracji partyjnej i państwowej (przede wszystkim powiązanej z kompleksem militarno-energetyczno-surowcowym). W sferze realnej nie zrealizowano założeń zarówno jeżeli chodzi o terminy poszczególnych etapów, jak i pierwotnie planowany zakres przeobrażeń. Nie tylko nie rozwiązano podstawowych problemów gospodarki, tj. płynności walutowej, zaopatrzenia rynku wewnętrznego, wysokiej inflacji, zacofania technologicznego czy dekapitalizacji majątku, ale także je pogłębiono przy stosunkowo niskiej dynamice PKB (dopiero w roku 1986 osiągnięto poziom z rekordowego roku 1978), na bardzo wątłych podstawach makroekonomicznych (Ryszard Bugaj określił czynniki tego wzrostu jako „przejściowe i związane z aktywizacją resztek ekstensywnych rezerw kosztem obniżenia spożycia”). Do plusów zaliczyć można – niezamierzoną przez autorów reform – ekspansję sektora prywatnego (wzrost zatrudnienia z 4,9% w 1980 do 8,2% w 1987 r.), przede wszystkim w usługach i handlu wewnętrznym, co stworzyło bazę do dynamicznego wzrostu tego sektora w latach 90.
|                                                                          | 1982   | 1983  | 1984  | 1985  | 1986  | 1987  |
| ------------------------------------------------------------------------ | ------ | ----- | ----- | ----- | ----- | ----- |
| Dynamika PKB (%)                                                         | -0,91  | +4,95 | +3,72 | +1,05 | +3,17 | -1,34 |
| Inflacja (rok do roku) (%)                                               | +100,8 | +22,1 | +15,0 | +15,1 | +17,7 | +25,2 |
| Zadłużenie zagraniczne w I obszarze płatniczym (mld rubli transferowych) | 3,7    | 3,8   | 4,8   | 5,6   | 6,5   | 6,6   |
| Zadłużenie zagraniczne w II obszarze płatniczym (mld USD)                | 24,8   | 26,4  | 26,8  | 29,3  | 33,5  | 39,2  |
| Eksport do II obszaru platniczego (mld USD)                              | 5,7    | 5,9   | 6,3   | 6,1   | 6,5   | 7,1   |